# Mexicaanse kraai
De Mexicaanse kraai (Corvus imparatus) behoort tot de familie van de kraaiachtigen.

## Verspreiding en leefgebied
Deze soort komt voor in noordoostelijk Mexico en zuidelijk Texas.

## Status
De grootte van de populatie is in 2019 geschat op 200.000 volwassen vogels. Op de Rode lijst van de IUCN heeft deze soort de status niet bedreigd.